# ریگان (فیلم ۲۰۲۴)
ریگان یک فیلم درام تاریخی و زندگی‌نامه‌ای به کارگردانی شان مک نامارا و بازیگران اصلی آن دنیس کواید و دیوید هنری در نقش رئیس‌جمهور ایالات متحده آمریکا رونالد ریگان هستند. در این فیلم همچنین پنه‌لوپه آن میلر، کوین دیلون، اسکیپ شوینک، مینا سوواری، لسلی-آن داون و جان ویت در نقش‌های مکمل حضور دارند. این فیلم بر اساس کتاب مبارز صلیبی: رونالد ریگان و سقوط کمونیسم نوشته پل کنگور ساخته شده‌است.
فیلم‌برداری اصلی این فیلم در تاریخ ۹ سپتامبر سال ۲۰۲۰ آغاز شد و شامل مکان‌هایی مانند گاتری در اکلاهما بود.
این فیلم در تاریخ ۱ سپتامبر ۲۰۲۴، به‌صورت گسترده به‌روی پرده‌های سینما اکران شد.